# Operacja Exporter

Syria i Liban w okresie II wojny światowej

Operacja Exporter (również operacja syryjsko-libańska) – krótkotrwała kampania wojenna pomiędzy siłami alianckimi (korony brytyjskiej i Wolnej Francji) a wojskami Francji Vichy na obszarze dzisiejszego Libanu i Syrii podczas II wojny światowej, stoczona w czerwcu – lipcu 1941 roku.

## Geneza
Brytyjczycy byli zaniepokojeni możliwością użycia przez III Rzeszę kontrolowanego przez władze Francji Vichy terytorium Libanu i Syrii jako bazy wypadowej do uderzenia na brytyjski Egipt. Dawałoby to Niemcom zdecydowanie lepsze położenie w kampanii prowadzonej w Afryce Północnej. Ponadto władze niemieckie planowały wspomóc militarnie przygotowywane w Iraku powstanie antybrytyjskie, zamierzając wykorzystać do tego terytorium Libanu i Syrii.
W maju 1941 roku wysoki komisarz Francji Vichy w regionie, gen. Henri Dentz, zgodnie z rozkazami otrzymanymi z ministerstwa wojny Vichy, zezwolił niemieckim i włoskim samolotom na tankowanie na lotniskach w Syrii. Ponadto władze Francji Vichy oddały na użytek Niemców linie kolejowe przebiegające przez Syrię w celu transportowania paliwa i sprzętu wojennego do Mosulu w północnym Iraku.
W odpowiedzi głównodowodzący siłami brytyjskimi na Środkowym Wschodzie, marszałek polny Archibald Wavell, opracował plan zajęcia Libanu i Syrii, nazwany oficjalnie operacją Exporter.

## Siły obu stron

### Wojska Francji Vichy
Na terytorium Libanu i Syrii stacjonowała francuska Armia Lewantu (Armée du Levant) pod dowództwem gen. Josepha de Verdilhaca. Jej siłami powietrznymi dowodził gen. Jeannekyn. Dowódcą sił morskich był admirał Pierre Gouton. Terytorium Libanu i Syrii podzielone było na regionalne dowództwa. Na czele dowództwa północnej Syrii z siedzibą w Aleppo stał płk Rottier (stacjonowały tam oddziały syryjskie, być może też kilka francuskich), dowództwa Libanu w Bejrucie – gen. Paul Arlabosse (dwa algierskie pułki), zaś dowództwa południowej Syrii w Damaszku – gen. Delhomme (oddziały Tunezyjczyków i Senegalczyków, batalion marokański, batalion syryjski Lewantu). Odwód stanowiły 24 Kolonialny Pułk Piechoty i Legia Cudzoziemska.
Armia Lewantu składała się z regularnych kolonialnych wojsk francuskich, tzw. „oddziałów specjalnych” (troupes speciales), które tworzyli Libańczycy i Syryjczycy oraz kontyngentu afrykańskiego. Ogółem ich liczebność wynosiła ok. 35-40 tys. żołnierzy, w tym ok. 8 tys. Francuzów i ok. 25 tys. innych.
W skład regularnych wojsk francuskich wchodziły:
- 6 Pułk Legii Cudzoziemskiej (cztery bataliony piechoty) – najlepsza francuska jednostka wojskowa,
- 24 Kolonialny Pułk Piechoty (trzy bataliony),
- Mieszany Pułk Kolonialny (dwa bataliony garnizonowe składające się z Senegalczyków) – w trakcie kampanii podzielony i włączony do 6 Pułku Legii Cudzoziemskiej i 24 Kolonialnego Pułku Piechoty.

W skład Troupes Spéciales du Levant wchodziło jedenaście batalionów piechoty, w tym trzy libańskie bataliony lekkiej piechoty (bataillons de chasseurs Libanais) i osiem syryjskich batalionów Lewantu (bataillons de Levant). Występowała też kawaleria, licząca ok. 5 tys. ludzi, podzielona na szwadrony po ok. 100 kawalerzystów, w tym trzy zmotoryzowane. Oddziały specjalne były dowodzone przez syryjskich i libańskich oficerów z małą kadrą francuską.
Kontyngent afrykański tworzyły oddziały piechoty (sześć batalionów strzeleckich algierskich, trzy tunezyjskie, trzy senegalskie i jeden marokański) oraz kawalerii (dywizjony Spahisów: 4 Tunezyjski, 1 Marokański i 8 Algierski – ogółem ok. 7 tys. ludzi). Kawaleria poruszała się konno lub była przewożona lekkimi ciężarówkami. Kilka szwadronów było wyposażonych w samochody pancerne.
Po stronie francuskiej występowały też nieregularne pustynne oddziały partyzanckie złożone z Arabów z Syrii zwane Fawzi el Quwukji. Liczyły one prawdopodobnie ok. 500 ludzi. Prowadziły działania nękające wojska alianckie. W kilku przypadkach (np. pod Raqqa) uczestniczyły w składzie wojsk francuskich w walkach z aliantami.
Ponadto Francuzi dysponowali dwiema grupami artylerii (120 dział polowych i średnich), liczącymi ok. 6700 ludzi, a także jednostkami pancernymi (6. i 7. pułki Chasseurs d’Afrique – 90 czołgów, głównie Renault R-35 i kilka FT-17 oraz podobna liczba samochodów pancernych).
Francuskie siły lotnicze były liczniejsze od lotnictwa aliantów. Wprawdzie w 1940 roku wiele samolotów odleciało do Francji, zagrożonej najazdem niemieckim, ale po jej kapitulacji – w sytuacji narastającego niebezpieczeństwa brytyjskiego ataku na Liban i Syrię – powróciły na macierzyste lotniska. W rezultacie lotnictwo Francji Vichy liczyło łącznie 289 samolotów, w tym 100 bojowych (myśliwce typu Dewoitine D.520, Bloch MB.167F, Morane-Saulnier MS.406, bombowce typu Martin 167F, Bloch MB.200, LeO 451, samoloty rozpoznawcze typu Potez 63.11, Potez 25 TOE, lotnictwo morskie Loire 130 (rozpoznawcze łodzie latające), Latécoère 298 (bombowce torpedowe). Lotnictwo stawiało znaczący opór, np. francuski as Pierre Le Gloan zestrzelił w toku kampanii 7 samolotów brytyjskich.
Francuzi mieli też pewne wsparcie lotnicze ze strony Niemców. Wprawdzie w pierwszych dniach kampanii wycofali oni swoje wszystkie samoloty z Syrii, ale bombowce typu Junkers Ju 88 z Krety i Afryki Północnej atakowały brytyjskie siły morskie u wybrzeży Libanu i Syrii. W ich wyniku zostały uszkodzone 2 niszczyciele.

### Wojska alianckie
Na czele sił alianckich stał gen. płk Henry Maitland Wilson, który był głównodowodzącym wojsk na obszarze Palestyny i Transjordanii. Były one zgrupowane na terytorium Palestyny, która była brytyjskim obszarem mandatowym oraz Iraku (Iraqforce pod dowództwem gen. płk. Edwarda Quinana). Siły morskie podlegały wiceadmirałowi E.L.S. Kingowi, zaś lotnicze – komodorowi lotnictwa J.O. Brownowi (Palestyna i Transjordania) i wicemarszałkowi lotnictwa Johnowi D’Albiacowi (Irak). Ogółem wojska alianckie liczyły ok. 35 tys. żołnierzy, w tym ok. 18 tys. Australijczyków, ok. 9 tys. Anglików, ok. 2 tys. Hindusów i ok. 5 tys. Wolnych Francuzów.
Składały się z następujących jednostek wojskowych:
- 7 Australijskiej Dywizji Piechoty (użyte dwie brygady piechoty, gdyż 18 BP broniła się w okupowanym Tobruku) – d-ca gen. mjr John Lavarack, a następnie gen. mjr Arthur „Tubby” Allen,
- 1 Dywizji Wolnych Francuzów (dwie brygady piechoty i przydzielona 13 Półbrygada Legii Cudzoziemskiej) – d-ca gen. mjr Paul Louis Le Gentilhomme,
- 5 Hinduskiej Grupy Brygadowej (5 Brygada Piechoty ze składu 4 Dywizji Piechoty oraz oddziały artylerii, saperów i wsparcia) – d-ca brygadier Wilfrid Lewis Lloyd,
- 10 Hinduskiej Dywizji Piechoty – d-ca gen. mjr William „Bill” Slim,
- 17 Hinduskiej Brygady Piechoty ze składu 8 Dywizji Piechoty – d-ca brygadier Douglas Gracey,
- brytyjskiej 4 Brygady Kawalerii ze składu 1 Dywizji Kawalerii – d-ca brygadier James Joseph Kingstone,
- zmechanizowanego pułku Legionu Arabskiego – d-ca gen. John Glubb.

W odwodzie znajdowały się brytyjska 6 Dywizja Piechoty pod dowództwem gen. mjr. Evettsa z przydzielonym 11 Czechosłowackim Batalionem Piechoty oraz 17 Australijska Brygada Piechoty ze składu 6 Dywizji Piechoty.
Brytyjczycy mieli także jednostki specjalne – 11 Commando i oddział złożony z Żydów zwerbowanych w Palestynie – Palmach (Plugot Mahatz).
Po rozpoczęciu kampanii siły alianckie zostały wzmocnione pułkiem zmechanizowanym i pułkiem konnym oraz mobilnym szwadronem ochronnym ze składu Transjordan Frontier Force. Wzięły one udział w walkach od 12 czerwca na odcinku 5 Hinduskiej BP (m.in. o wioskę Ezraa, skąd zostały wyrzucone przez Francuzów, ale kontratakiem odzyskały ją).
Alianckie siły lotnicze składały się z dywizjonów Royal Air Force i Royal Australian Air Force oraz przeciwlotniczych jednostek naziemnych. Liczyły one ok. 70 samolotów bojowych (myśliwce typu Hawker Hurricane, Curtiss P-40, Gloster Gladiator, bombowce typu Bristol Blenheim IV, lotnictwo morskie Fairey Swordfish, Fairey Albacore, Fairey Fulmar). Po rozpoczęciu kampanii do akcji przeciwko wojskom francuskim włączyły się brytyjskie dywizjony bombowe z Egiptu (bombowce Vickers Wellington).
Wojska alianckie podczas kampanii miały również wspierać okręty Royal Navy i Royal Australian Navy.

## Plan ataku
Szczegółowy plan ataku na siły Francji Vichy w Libanie i Syrii został opracowany przez gen. H. Maitlanda Wilsona. Przewidywał on 4 kierunki uderzenia:
1. z Palestyny na Damaszek – 5 Hinduska Grupa Brygadowa miała po przekroczeniu granicy z Syrią zająć miejscowości Kunajtira i Dera, otwierając 1 Dywizji Wolnych Francuzów drogę do ataku na Damaszek,
2. z Palestyny na Bejrut – 7 Australijska Dywizja Piechoty miała wzdłuż wybrzeża morskiego Syrii nacierać na Bejrut. Zadaniem 21 Brygady Piechoty było zajęcie Bejrutu, zaś 25 Brygady Piechoty – francuskiej bazy lotniczej w Rijak. Atak miały wspierać pododdziały Commando przerzucone z Cypru na tereny na północ od rzeki Litani.
3. z Iraku na centralną i północną część Syrii – 10 Hinduska Dywizja Piechoty miała atakować w kierunku Dajr az-Zaur, następnie Ar-Rakka i Aleppo, aby przeciąć linie komunikacyjne wojsk Francji Vichy broniących Bejrutu, a w szczególności linię kolejową idącą z Aleppo do Turcji, która w tym czasie sympatyzowała z Francją Vichy i Niemcami.
4. z Iraku na Palmyrę i Trypolis – brytyjska 4 Brygada Kawalerii, 1 batalion Pułku Essex i zmechanizowany pułk Legionu Arabskiego wzmocnione trzema bateriami artylerii polowej, przeciwpancernej i przeciwlotniczej, tworzące tzw. Habforce, miały prowadzić natarcie w kierunku północno-zachodnim w celu zajęcia Palmyry w Syrii. Ich zadaniem było też zabezpieczenie rurociągu naftowego na odcinku od Hadisy w Iraku do Trypolisu na wybrzeżu libańskim.

## Działania wojenne

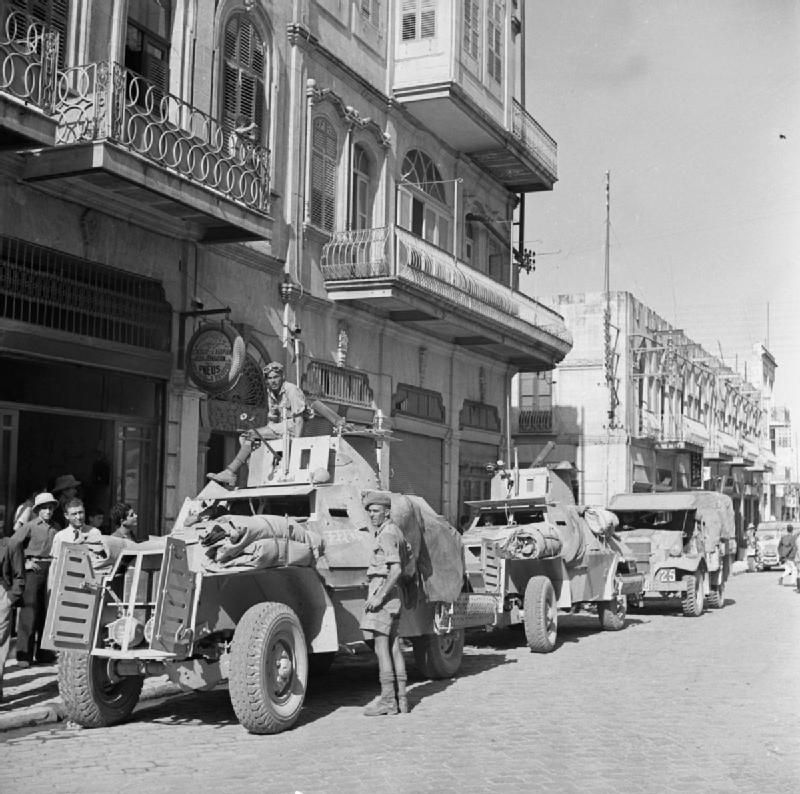
Brytyjskie samochody pancerne w Aleppo

8 czerwca wojska alianckie zaatakowały z terytorium Palestyny siły Francji Vichy w Libanie. Przekroczenie granicznej rzeki Litani przez 7 Australijską DP i brytyjskie oddziały Commando wymagało złamania silnego oporu wojsk francuskich, które zniszczyły jedyny most. Przy wsparciu silnego ognia artylerii i brytyjskich okrętów na morzu, Australijczycy i Anglicy 9 czerwca sforsowali rzekę na łodziach, po czym 7 DP ruszyła wzdłuż wybrzeża w kierunku Bejrutu, czemu towarzyszyła działalność dywersyjna grup komandosów na obszarze całego Libanu. Australijczycy w drodze do Bejrutu byli zmuszeni w kilku miejscach, m.in. 13 czerwca w Dżazzin, przełamywać obronę francuskich oddziałów.
W tym samym czasie nacierała w kierunku na Damaszek 5 Hinduska Grupa Brygadowa wraz z 1 Dywizją Wolnych Francuzów. Tworzyły one wspólne zgrupowanie nazwane Gentforce pod dowództwem gen. mjr. P.L. Le Gentilhomme’a. Hindusi i Wolni Francuzi 8 czerwca przekroczyli granicę palestyńsko-syryjską. Ich pierwszym celem były miejscowości Kunejtira i Dera, zajęte do 12 czerwca. Podczas tych walk ranny został dotychczasowy dowódca Gentforce, zaś nowym został brygadier W.L. Lloyd, jednocześnie stojący na czele hinduskiej jednostki. Jego oddziały napotkały 15 czerwca silnie umocniony francuski punkt oporu w wiosce Kiswe. Po ciężkiej walce został on zdobyty przez Hindusów. Natomiast Wolni Francuzi zabezpieczali górzysty obszar wzdłuż drogi do Damaszku. Tam zostali jednak silnie ostrzelani przez artylerię wojsk Vichy. Jednocześnie nadeszły złe informacje od oddziałów alianckich obsadzających Kunejtirę, zaatakowanych przez duże siły Vichy od północy. Francuzi zajęli też wioskę Ezraa, zagrażając poważnie alianckim liniom zaopatrzeniowym. W tej sytuacji brygadier W.L. Lloyd zdecydował, że najlepszym rozwiązaniem sytuacji kryzysowej będzie szybkie uderzenie na Damaszek. Hindusi i Francuzi ruszyli na miasto, doprowadzając do skierowania większości wojsk Vichy do jego obrony. W rezultacie 16 i 18 czerwca odzyskano wioski Ezraa i Kunejtira.

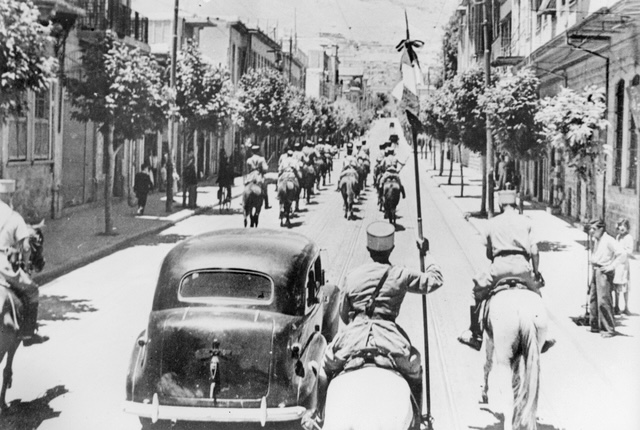
Wolni Francuzi zajmują Damaszek

Po krótkim odpoczynku i przeorganizowaniu Gentforce kontynuowała natarcie na Damaszek, poruszając się dwiema głównymi drogami idącymi od południa w stronę miasta. Po drodze Hindusi zdobyli 18 czerwca w ciężkiej walce pozycje francuskie w dużej wiosce Mezze. Jednakże transporty z zaopatrzeniem i żywnością utknęły, gdyż Wolni Francuzi nie zdobyli wioski Kadim. Sytuacja aliantów zaczęła stawać się dramatyczna, ale siły Vichy nie potrafiły tego wykorzystać. Rankiem 20 czerwca brygadier W.L. Lloyd wysłał do akcji oddział składający się z francuskich marines i baterii artylerii. Jego natarcie przebiegało bardzo wolno, ale w końcu Wolnym Francuzom ze wsparciem brytyjskich dział ppanc. i plot. udało się wreszcie zdobyć Kadim rankiem 21 czerwca, co odblokowało alianckie pozycje pod Mezze. W tej sytuacji siły Vichy broniące się przed Damaszkiem poddały się, dzięki czemu alianci do północy 21 czerwca zajęli miasto. Pozostałe wojska Vichy rozpoczęły odwrót na zachód wzdłuż drogi prowadzącej do Bejrutu.
7 Australijska DP wzmocniona oddziałami z odwodowej brytyjskiej 6 DP, prowadząc natarcie wzdłuż wybrzeża na Bejrut natknęła się 19 czerwca na przełęczy Merdjayoun wojska francuskie. W wyniku zaciętych walk, podczas których dochodziło do licznych ataków i kontrataków, pozycje Vichy 24 czerwca zostały zdobyte. Obie strony poniosły spore straty w zabitych i rannych.
Po zajęciu Damaszku przez aliantów 21 czerwca, głównodowodzący gen. H. Maitland Wilson wydał rozkaz zaatakowania Syrii z obszaru zachodniego Iraku, co miało doprowadzić do całkowitego opanowania kraju. Siły alianckie, zwane Habforce, przekroczyły granicę i ruszyły w kierunku północno-zachodnim, aby opanować Palmyrę i zabezpieczyć rurociąg naftowy na odcinku od Hadisy do Trypolisu. Habforce było odpowiednio przygotowane do walki w terenie pustynnym, gdyż w jego skład wchodził pułk zmechanizowany Legionu Arabskiego, złożony ze znających pustynię Beduinów. Wojska alianckie podzieliły się na 3 kolumny (2 miały osłaniać na flankach główną kolumnę atakującą francuski garnizon Palmyry). Na północny wschód od miasta napotkano francuską grupę patrolową, którą rozbito, biorąc jako jeńców 4 oficerów i ok. 60 szeregowych. Alianci wysłali na długie patrole oddziały Legionu Arabskiego w celu ochrony swoich skrzydeł i linii komunikacyjnych. 28 czerwca został zdobyty bez walki francuski fort Seba' Bijar, leżący na południowy zachód od Palmyry. Następnego dnia oddziały Legionu Arabskiego zajęły wioskę Suchna, w której nie było francuskich wojsk. Rankiem 1 lipca alianckie pozycje w Suchna zaatakowała francuska 2 Lekka Kompania Pustynna. Arabowie wzmocnieni przez szwadron brytyjskiej 4 Brygady Kawalerii po ciężkiej walce odparli Francuzów, co silnie wzmocniło ich morale. Doprowadziło to 2 lipca do poddania się bez walki garnizonu Palmyry. W ten sposób alianci mieli otwartą drogę na zachód do miasta Homs i mogli przeciąć linie zaopatrzeniowe sił Vichy walczących z Australijczykami na wybrzeżu libańskim.

Działania sił Iraqforce i Habforce w centralnej i północnej Syrii czerwiec-lipiec 1941 roku

Druga grupa wojsk alianckich, zwana Iraqforce, nacierała od 27 czerwca w górę rzeki Eufrat po linii Abu Kemal-Dejr az-Zaur-Ar-Rakka-Meskene w kierunku na Aleppo. Najważniejszą miejscowością było Dejr az-Zaur, gdyż znajdowały się w nim dwa strategiczne mosty przez Eufrat. 27 czerwca zajęto bez walki Abu Kamal. Do 30 czerwca skoncentrowały się tam główne siły Iraqforce, po czym ruszyły na Dejr az-Zaur. Zły stan dróg utrudniał poruszanie się wojsk alianckich, atakowanych dodatkowo przez lotnictwo Vichy. Generał W. Slim postanowił zaatakować Francuzów z zaskoczenia, gdyż zaczynało brakować paliwa i istniało niebezpieczeństwo ataku na flanki aliantów. Plan się powiódł i 3 lipca wkroczono do miasta. Całkowicie zaskoczeni Francuzi wycofali się, atakując jedynie wojska alianckie z powietrza. Zdobyto sprzęt wojenny (50 przyczep, 9 dział i 5 samolotów) oraz duże ilości broni, amunicji i paliwa. 5 lipca zostało zajęte bez walki Ar-Rakka. Z głównych sił Iraqforce wyodrębniono dwa bataliony 20 Hinduskiej Brygady Piechoty ze składu 10 DP i dwa bataliony 17 Hinduskiej Brygady Piechoty ze składu 8DP, które utworzyły samodzielne zgrupowanie. Wysłano je głęboko do północno-wschodniej Syrii, gdzie zdobyło bez strat własnych magazyny z dużymi ilościami broni i amunicji. Siły Vichy zostały zmuszone do odwrotu na zachód wzdłuż drogi Mosul – Aleppo. 8 lipca 10 Hinduska DP zajęła Aleppo, w wyniku czego strategiczne położenie Francuzów stało się bardzo złe.
Tymczasem walczący na wybrzeżu libańskim Australijczycy zaangażowali się w walki o opanowanie Damuru, dużego miasta ok. 30 km na południe od Bejrutu. W nocy z 5 na 6 lipca przekroczono rzekę Nahr ed-Damur, po czym 6 lipca zdobyto pozycje francuskie broniące podejść do miasta. 7 i 8 lipca oskrzydlono Damur i następnego zdobyto go. Wojska francuskie wycofały się w stronę Bejrutu, zaś Australijczycy natychmiast rozpoczęli dalsze natarcie w tym kierunku. Wydarzenia związane z utratą Damuru i Aleppo doprowadziły do wystosowania 8 lipca przez głównodowodzącego siłami Vichy, gen. H. Dentza, prośby o zawieszenie broni. W tej sytuacji 7 Australijska DP nie niepokojona przez Francuzów 12 lipca weszła do Bejrutu, a w Akce kapitulował gen. H. Dentz.

## Działania morskie
Działania morskie miały znaczenie drugorzędne w kampanii. Francja Vichy dysponowała w portach syryjskich dwoma wielkimi niszczycielami „Valmy” i „Guépard” (typu „2400-tonowego”), 3 okrętami podwodnymi „Caїman”, „Morse” i „Souffleur”, trałowcem (awizo) „Elan” i jednostkami pomocniczymi. Brytyjczycy mieli do dyspozycji znacznie silniejsze siły.
Już 8 czerwca okręt podwodny „Caїman” zaatakował niecelnie torpedami krążownik HMS „Ajax”. 9 czerwca doszło do pojedynku między niszczycielami „Valmy” i „Guépard” a brytyjskim HMS „Janus”, w którym ten ostatni został poważnie uszkodzony, lecz pojawienie się kolejnych niszczycieli spowodowało odwrót Francuzów do Bejrutu, uszkodzono przy tym niszczyciel HMS „Jackal”. 15 czerwca niemieckie lotnictwo uszkodziło niszczyciel HMS „Isis”, a francuskie lotnictwo niszczyciel HMS „Ilex”. Admiralicja francuska wysłała z Tulonu jako wzmocnienie dwa wielkie niszczyciele „Chevalier Paul” i „Vauquelin”, transportowały one ponadto amunicję. „Chevalier Paul” został jednak 16 czerwca zatopiony przez brytyjskie samoloty torpedowe z 815. dywizjonu 50 mil od brzegu Syrii. „Vauquelin” przedarł się do Bejrutu, lecz 17 czerwca został tam uszkodzony przez lotnictwo brytyjskie. 22 czerwca niszczyciel „Guépard” został uszkodzony podczas nocnej walki pociskiem krążownika lekkiego HMNZS „Leander”. Z kolei 25 czerwca brytyjski okręt podwodny HMS „Parthian” zatopił okręt tej samej klasy „Souffleur”.
W lipcu dwa francuskie statki handlowe zostały wysłane do Salonik po przybyłe tam z Francji zaopatrzenie. Statek „Saint Didier” z materiałem wojennym został jednak zatopiony przez brytyjski samolot torpedowy z 822. dywizjonu 4 lipca koło wybrzeża Turcji, po czym drugi statek został zawrócony. Między 4 a 7 lipca brytyjskie okręty ostrzeliwały wojska francuskie w rejonie Damuru. 9 lipca wysłano po posiłki do Salonik trzy pozostałe niszczyciele z Bejrutu, lecz kilka dni później, z żołnierzami na pokładach, zostały one wykryte przez brytyjskie samoloty 200 mil przed wybrzeżem Syrii, na skutek czego zgrupowanie zawróciło do Tulonu. W obliczu kapitulacji zgrupowania syryjskiego, pozostałe francuskie okręty podwodne udały się do Bizerty, a awizo „Elan” zostało internowane w Turcji.

## Epilog
Wojska Vichy straciły ogółem 6 tysięcy ludzi, w tym około tysiąca zabitych. Do niewoli dostało się ponad 37 tysięcy żołnierzy, spośród których jedynie około 5600 przyłączyło się do Wolnych Francuzów. Pozostali zostali repatriowani do francuskich kolonii w Afryce Północnej. Straty aliantów wyniosły: Australijczycy – 416 zabitych i 1136 rannych, Anglicy i Hindusi – około 600 zabitych i rannych, Wolni Francuzi – około 300 zabitych i rannych. W trakcie walk do niewoli francuskiej dostało się około 3 tysięcy żołnierzy alianckich, którzy po zakończeniu kampanii powrócili do swoich oddziałów.
Kontrolę nad terytorium Libanu i Syrii przejęli Wolni Francuzi. Ich przedstawicielem został gen. Georges Catroux, który 26 listopada 1941 roku ogłosił niepodległość obu krajów w imieniu Wolnej Francji.
W kampanii uczestniczył Mosze Dajan, późniejszy generał izraelski, który jako tłumacz w oddziale australijskim stracił oko. Po zakończeniu działań wojennych został odznaczony brytyjskim Military Cross. Drugim znanym Izraelczykiem, który walczył podczas kampanii w ramach oddziału do zadań specjalnych, był późniejszy premier Icchak Rabin.